# Dance into the Light
Dance into the Light é o sexto álbum de estúdio do cantor Phil Collins, lançado em 1996.
A canção "The Same Moon" esteve incluída na trilha sonora internacional da telenovela brasileira O Amor Está no Ar, da Rede Globo, exibida em 1997, como tema da personagem "Luiza", interpretada por Natália Lage.
| Críticas profissionais                                                      | Críticas profissionais |
| Avaliações da crítica                                                       | Avaliações da crítica  |
| Fonte                                                                       | Avaliação              |
| --------------------------------------------------------------------------- | ---------------------- |
| allmusic                                                                    | [ 3 ]                  |
| Esta tabela precisa de ser acompanhada por texto em prosa. Consulte o guia. |                        |

## Faixas
Todas as canções compostas por Phil Collins exceto onde indicado.
1. "Dance into the Light" – 4:23
2. "That's What You Said" – 4:22
3. "Lorenzo" (Collins, Michaela Odone) – 5:52
4. "Just Another Story" – 6:24
5. "Love Police" – 4:08
6. "Wear My Hat" – 4:33
7. "It's in Your Eyes" – 3:01
8. "Oughta Know By Now" – 5:27
9. "Take Me Down" – 3:21
10. "The Same Moon" – 4:13
11. "River So Wide" – 4:55
12. "No Matter Who" – 4:47
13. "The Times They Are A-Changin'" (Bob Dylan) – 5:07

## Desempenho nas paradas

### Álbum
| Paradas (1996) | Melhor posição. |
| -------------- | --------------- |
| Billboard 200  | 23              |

### Singles
| Ano  | Single                 | Parada             | Posição. |
| ---- | ---------------------- | ------------------ | -------- |
| 1996 | "Dance into the Light" | Adult Contemporary | 6        |
| 1996 | "Dance into the Light" | Adult Top 40       | 19       |
| 1996 | "Dance into the Light" | Billboard Hot 100  | 45       |
| 1996 | "Dance into the Light" | Top 40 Mainstream  | 35       |
| 1997 | "It's in Your Eyes"    | Adult Contemporary | 8        |
| 1997 | "It's in Your Eyes"    | Billboard Hot 100  | 77       |